# Malyj Enisej
Il Malyj Enisej (in russo Piccolo Enisej; anche conosciuto come Ka Chem, Ка-Хем) è un fiume della Russia siberiana meridionale (Tuva), ramo sorgentifero dello Enisej.
Nasce nella parte meridionale dei monti Sajany al confine fra la Repubblica di Tuva e la Mongolia; descrive dapprima un'ampia ansa verso nord, prima di prendere direzione occidentale fino a congiungersi al suo gemello Bol'šoj Enisej nei pressi di Kyzyl, originando lo Enisej. Il suo principale affluente è lo Šišchid-Gol, che si origina in territorio mongolo.
A causa del clima, il fiume congela in superficie per circa 6 mesi l'anno, da novembre ad aprile; nei restanti mesi, è navigabile fino a 142 km a monte della foce. Questa rigidità climatica, unitamente alle caratteristiche montane del suo bacino, rendono molto esiguo il popolamento; non esistono, infatti, centri urbani di rilievo.